# Borana
Los borana oromo o boran', constituyen un grupo étnico pastoril que vive en el sur de Etiopía, pertenecientes a un subgrupo del pueblo Oromo. Su estilo de vida es semi-nó mada, además, debemos destacar que con el paso del tiempo los borana han ido centrando su trabajo en la agricultura. Sin embargo, en la actualidad han ido abandonando dicha agricultura para dedicarse a la ganadería de camellos, como actividad económica principal. Los borana hablan su propia lengua borana, la cuál es parte de la rama de las lenguas cusitas de la familia de las lenguas afroasiáticas. Algo característico respecto a su vestimenta es que las mujeres se cubren con telas de colores mientras que los hombres utilizan el mismo estilo de pareos anudados, pero en la cintura. 

## Origen

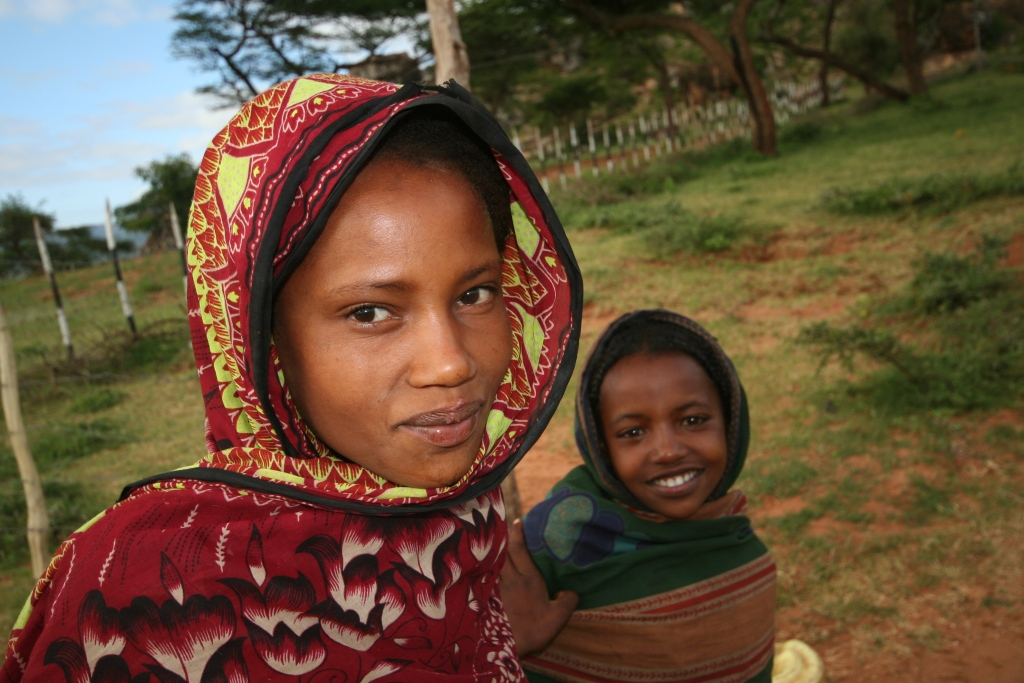
Niños de un grupo borana en Yabelo en Etiopía.

Los borana son un subgrupo del pueblo oromo, y representa una de las dos mitades de los oromos originales (la otra mitad son los barentu). Su estilo de vida es seminómade, aunque en los últimos años grupos crecientes de borana han optado por trabajar en la agricultura. Los oromos en el norte de Kenia entraron por primera vez en la región desde el sur de Etiopía durante una expansión migratoria mayor en los finales del siglo XVI. Ellos se diferenciaron luego en Boranas criadores de reses y los Gabra y los Sakuye criadores de camellos.
Los boranas hablan la lengua borana (o afaani Boraana), el cual es parte de la rama de las lenguas cusitas de la familia de lenguas afroasiáticas. Aproximadamente 200.000 personas se identifican como boranas.
Por generaciones, muchos hombres Borana se han dedicado a la extracción de sal del cráter de un volcán extinto, en un lugar llamado "El Sod" o "Chew Bet". Luego de extraer la sal de una forma muy dura, la sal es vendida a buen precio puesto que es muy apreciada en esta región.

## Historia
Durante la etapa colonial, los Oromo-Borana estaban firmemente establecidos en un área extensa  que tenía sus centros rituales y espirituales en lo que hoy es Etiopía. En concreto un área correspondiente a la porción sur de la Región de Sidamo como estaba demarcado durante los períodos imperial y Derg, desde la confluencia de los ríos Ganale y Dawa al este hasta el Lago Chew Bahir al oeste (Bassi, 2010, pp. 232). 
Una constante de la historia precolonial y colonial del pueblo Borana será el choque con las tribus de etnia somalí, estas últimas irán desplazando a los Borana hacia el suroeste progresivamente, con un proceso de expansión que se hará en el noreste de Kenia y que afectará a los grupos Oromo-Borana locales. El empujón somalí se volvió más poderoso cuando, durante la lucha por África, los abisinios y los británicos introdujeron armas de fuego en la región, lo que cortó el vínculo entre los Borana de Etiopía y los que se encontraban localizados en Kenia (Bassi, 2010, pp. 233).  
Los siguientes movimientos estarían determinados por la relación que los diferentes grupos y líderes establecerían con las autoridades coloniales, y por los conflictos que tendrían entre sí las diferentes potencias coloniales. En estos momentos, entre 1923 y 1932, los tres grupos musulmanes conocidos como los garri, los mareexaanos y los digodia se pelearían entre ellos y con los Borana por el pasto y el agua (Bassi, 2010, pp. 233).  De estos grupos solo poseemos información sobre los digodia, de quienes sabemos que son un clan somalí cuya demarcación geográfica se circunscribe a las áreas de Kenia, el sur de Etiopía y el sur de Somalia, este pueblo se encuentra liderado por el Wabar, quien está aconsejado por 15 asesores y tiene bajo su cargo 100 consejos de ancianos.  
Durante la ocupación italiana los Borana se unirán a la resistencia etíope en Kenia y lucharán contra los italianos y los askari (tropas indígenas reclutadas por los ejércitos coloniales europeos). Tras el fin de la ocupación, el período pos italiano se caracterizará por la intensificación de los conflictos étnicos, estos conflictos serán especialmente instigados por los exaskari, los cuales se dedicarán al bandidaje y tomarán a los Borana como uno de sus principales objetivos. Según la tradición oral Borana, el 90% de sus miembros residentes en la zona de Liiban y el 25% de los que residían cerca de Mooyale fueron masacrados por los somalíes (Bassi, 2010, pp.234-235). 
El siguiente evento de importancia a nivel regional fue el irredentismo somalí, el cual trajo la guerra en las regiones administrativas de Sidamo, Harage y Bale desde 1963. La mayor parte de los clanes de lengua somalí, muchos Oromo musulmanes y parte del Sidamo se unió al movimiento armado conocido como shifta (el cual sería reorganizado en el Frente de Liberación de Somalia Occidental tras la revolución etíope). Ante esta situación los Borana se mantendrán neutrales en principio, pero los actos crueles cometidos por los shifta contra las villas Borana (como la masacre de la aldea Bulbul en Liiban) harán que los Borana perciban la ocupación de su tierra como un nuevo intento de los grupos musulmanes de tomar su territorio. Los Borana decidirán por tanto apoyar al gobierno etíope. La situación se resolverá con la derrota del irredentismo somalí en la guerra entre Etiopía y Somalia de 1977/78. Tras la guerra, el gobierno decide no restringir los derechos de explotación de la tierra y las competencias son delegadas en las asociaciones campesinas y en la jurisdicción tradicional de los diferentes grupos étnicos locales (Bassi, 2010, pp. 236-237).
Tras la caída del régimen Derg en Etiopía, los Borana vivieron una relativa situación de paz hasta septiembre de 1991, cuando surgirían conflictos territoriales entre los Borana y los Maarexanos. La situación se resolvería con el reparto de las zonas que haría el Frente de Liberación Popular de Tigray (FLPT), que haría un reparto perjudicial para los Borana, que habían apoyado al Frente de Liberación Oromo, enemigo del FLPT. La etapa resultante de la victoria del FLPT implicaría para los Borana una falta de representación política que les quitaría la potestad de tomar decisiones relativas a los movimientos poblacionales. (Bassi, 2010, pp. 239-240). El concepto de movimiento poblacional va referido a aquellas migraciones que deben hacer recurrentemente los Borana con razón de su estilo de vida seminómada pastoralista, que suele llevarles a tener que reasentarse. 
Hasta 2004, los Borana soportaron cambios constantes de las demarcaciones territoriales que correspondían a sus áreas de pastoreo, por lo que fue un período caótico. En 2004 se realizó un referéndum sobre el reparto de los kebele (unidad administrativa local etíope) entre las diferentes zonas administrativas. La mayor disputa se dio entre las zonas 4 y 5. Este referéndum representó la primera vez en la historia que los líderes Borana decidieron participar de las políticas electorales. Destaca la actuación del líder Borana Liiban Jaldessa, quien lideró delegaciones, negoció con oficiales del gobierno e hizo campaña por los derechos de su pueblo. Entre las quejas que hizo al gobierno Liiban Jaldessa encontramos: la imposición de la administración de la región 5 en kebeles legalmente adscritos a la región 4, la conculcación de los derechos de pastoreo tradicionales, el abuso recurrente de los derechos humanos (incluyendo detenciones ilegales y la violencia sobre las mujeres) y el desplazamiento forzoso de los Oromo con motivo de las elecciones del 2000. El resultado del referéndum se saldó con la asignación de 323 kebele a la región 4 y 99 a la región 5. Aunque en teoría esto parezca una victoria clara de los Borana, en realidad los Oromo-Borana no pudieron reclamar zonas del este de Liiban que habían pastoreado tradicionalmente en el período anterior a 1992. El referéndum fue considerado por la mayoría de Borana como una estratagema legal para consolidar el desequilibrio demográfico producido en el año 2000, que tuvo lugar tras la primera oleada de desplazamientos de comunidades Oromo, lo que daría lugar a la infrarrepresentación de los Oromo-Borana en los asuntos políticos de Etiopía (Bassi, 2010, pp. 246-249).
Desde ese momento hasta la actualidad, los Borana se verán carentes de representación suficiente en la vida pública y mantendrán conflictos étnicos con otros grupos locales ante la pasividad del gobierno federal etíope (Bassi, 2010, pp. 253-254).  

## Sociedad y costumbres

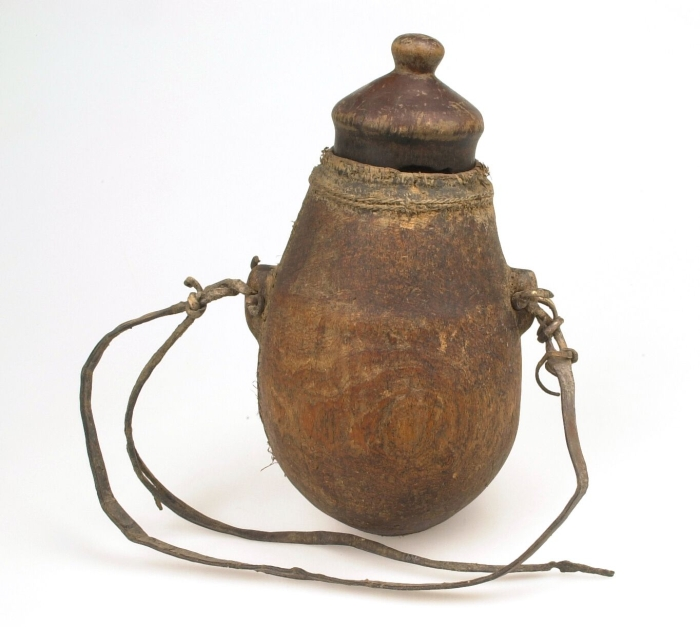
Botella para la leche hecha de madera, forrada en piel de jirafa, con tapa de madera, hecha por tribus boranes.

Los borana se encuentran organizados colectivamente a través del sistema democrático indígena conocido como gadaa. Además, los Borana poseen cinco qaalluu, figuras religiosas de la religión waqeffana que se encargan de salvaguardar las leyes derivadas del culto a Waaq además de ejercer como figuras neutrales en el ámbito político con el objetivo de poder mediar en los conflictos que puedan surgir (Bassi, 2010, pp. 228-229).
Cada clase generacional de los Borana está representada ritualmente por seis hayyu adulaa, cuando dicha clase generacional alcanza la fase de gadaa, toman responsabilidad de las tres aldeas que unidas constituyen la yaa’a gadaa. En este momento, el adulaa más anciano es reconocido como abbaa gada. Este se encarga de liderar la aldea arbooraa. Los siguientes en antigüedad son los adulaa de los clanes Hawaxxuu y Konnituu, cada uno ocupando el liderazgo de dos aldeas kontomaa. Estos son también reconocidos como abbaa gada, pero de un menor rango (Bassi, 2010, pp. 229).  
Los Borana poseen en su sociedad siete rangos distinguidos por la riqueza que tenga el miembro en cuestión, estos rangos son: Dureessa Ciccitaa (asquerosamente ricos), Dureessa (ricos), Nama ufirraa bulu (autosuficientes), Harka qalleessa (manos delgadas), Deega (pobre), Deega bombii (muy pobres) y Qollee guutuu hiikanaa (pobre sin pelo trenzado). Esta escala da fe del factor social que supone la acumulación de cabezas de ganado a la hora de posicionarse en la escala jerárquica social, siendo la falta absoluta de ganado en propiedad lo que excluye a un individuo de ser considerado un miembro de la sociedad (Tache y Sjastaad, 2010, p. 1172).

## Economía
La economía de los Borana se basa principalmente en el pastoralismo, aunque existen grupos de Borana con estrategias económicas más diversificadas como el agropastoralismo, el comercio de ganado y otras actividades no pastorales. Existen también comunidades que viven en zonas de reasentamiento y ciudades que dependen de ayuda económica internacional y del cultivo agrícola en los años que tengan una cantidad de lluvia adecuada (Tache y Sjastaad, 2010, p. 1170). 
Las diferencias sociales de los grupos de Borana se basan principalmente en la posesión de ganado, elemento que sirve comprender la situación de pobreza. En la composición y tamaño del rebaño típico Borana priman los aspectos de seguridad alimentaria, protección de los activos ganaderos y un crecimiento del rebaño sostenible. Esto se traduce en: suficientes animales como para proveer la comida necesaria a través de la producción o la venta; un rebaño con el tamaño apropiado  para que sirva de seguro contra posibles contratiempos; y composición adecuada de machos y hembras en el rebaño, machos, para prepararse contra la posible necesidad de deshacerse de parte del rebaño sin perder a las hembras, que son el mayor capital productivo del rebaño. (Tache y Sjastaad, 2010, p. 1171).  En cuanto a los indicadores de pobreza absoluta, según el estudio de Tache y Sjastaad sobre el tema, prácticamente la totalidad de la población Borana analizada es pobre según el umbral de la pobreza mundial, lo que implicaría que el modelo de pastoralismo móvil Borana está condenado a desaparecer en favor de un modelo sedentario basado en la agricultura si la comunidad Borana quiere adquirir prosperidad. (Tache y Sjastaad, 2010, 1177).

## Calendario borana
Se cree que los borana desarrollaron su propio calendario alrededor del 300 antes de nuestra era. El calendario borana es un sistema de calendario lunar estelar, que se basa en observaciones astronómicas de la luna en conjunción con siete estrellas o constelaciones particulares. Los meses boranas (estrellas/fases lunares) son Bittottessa (iangulum), Camsa (Pléyades), Bufa (Aldebarrán), Waxabajjii (Belletrix), Obora Gudda (Orión-Saiph central), Obora Dikka (Sirio), Birra (luna llena), Cikawa (luna gibosa), Sadasaa (luna cuarto menguante), Abrasa (cresciente grande), Ammaji (cresciente medio), y Gurrandala (cresciente pequeño).